# L.I.E. Long Island Expressway
Pour plus de détails, voir Fiche technique et Distribution.
L.I.E. Long Island Expressway, ou LIE, l'autoroute de Long Island au Québec, est un film américain réalisé par Michael Cuesta, sorti en 2001.

## Synopsis
Howie, un adolescent se remettant à peine de la mort récente de sa mère, passe ses journées en compagnie de Gary Terrio, délinquant juvénile et occasionnellement prostitué. Une nuit, les deux amis décident de cambrioler une maison… ce sera celle de « Big John », un ancien militaire dont Howie ne tardera pas à connaître l'attirance pour les jeunes garçons.

## Fiche technique
Sauf indication contraire, les informations mentionnées dans cette section peuvent être confirmées par la base de données cinématographiques IMDb,  présente dans la section « Liens externes ».
- Titre original : L.I.E.
- Titre français : L.I.E. Long Island Expressway
- Titre québécois : LIE, l'autoroute de Long Island
- Réalisation : Michael Cuesta
- Scénario : Stephen M. Ryder, Michael Cuesta et Gerald Cuesta
- Musique : Pierre Földes
- Montage : Eric Carlson et Kane Platt
- Photographie : Romeo Tirone
- Production : Rene Bastian et Michael Cuesta
- Pays d'origine :  États-Unis
- Langue originale : anglais
- Durée : 97 minutes
- Genre : policier, drame
- Dates de sortie :
  - États-Unis : 20 janvier 2001 (festival de Sundance) ; 7 septembre 2001  (sortie limitée : New York) ; 28 septembre 2001  (sortie limitée : Los Angeles)
  - France : 15 janvier 2003

## Distribution
Sauf indication contraire, les informations mentionnées dans cette section peuvent être confirmées par la base de données cinématographiques IMDb,  présente dans la section « Liens externes ».
- Paul Dano : Howie
- Brian Cox : Big John
- Billy Kay : Gary
- Marcia DeBonis : La conseillère d'orientation

## Distinctions
- Prix du jury Festival du cinéma américain de Deauville 2002

## Divers
- LIE est l'acronyme de Long Island Expressway (ou Interstate 495, dans l'État de New York), autoroute sur laquelle la mère du personnage principal est décédée. Lie signifie aussi mensonge en anglais.
- Une partie du film a été tournée à la Harborfields High School, non loin de cette autoroute.
- Le thème du film, mélange entre recherche sexuelle (de la part de l'adolescent),[réf. souhaitée]homosexualité et prédation pédéraste (de la part de l'adulte), a fait controverse.
- Durant le film, Howie récite une partie du poème Out of the Cradle Endelessly Rocking de Walt Whitman, aujourd'hui lui-même reconnu comme homosexuel.